# Dubberly
Dubberly es una villa ubicada en la parroquia de Webster en el estado estadounidense de Luisiana. En el Censo de 2010 tenía una población de 273 habitantes y una densidad poblacional de 26,71 personas por km².

## Geografía
Dubberly se encuentra ubicada en las coordenadas 32°32′37″N 93°14′9″O / 32.54361, -93.23583. Según la Oficina del Censo de los Estados Unidos, Dubberly tiene una superficie total de 10.22 km², de la cual 10.2 km² corresponden a tierra firme y (0.2%) 0.02 km² es agua.

## Demografía
Según el censo de 2010, había 273 personas residiendo en Dubberly. La densidad de población era de 26,71 hab./km². De los 273 habitantes, Dubberly estaba compuesto por el 90.84% blancos, el 8.42% eran afroamericanos, el 0% eran amerindios, el 0% eran asiáticos, el 0% eran isleños del Pacífico, el 0.73% eran de otras razas y el 0% pertenecían a dos o más razas. Del total de la población el 1.83% eran hispanos o latinos de cualquier raza.